# Abu Abedalá Maomé ibne Sade ibne Mardanis
Abu Abedalá Maomé ibne Saíde ibne Maomé ibne Amade ibne Mardanis Aljudami ou Atujibi (em árabe: أبو عبد الله محمد بن سعد بن محمد بن أحمد بن مردنيش الجذامي o التجيبي; romaniz.: Abū ʿAbd Allāh Muḥammad ibn Saʿd ibn Muḥammad ibn ’Aḥmad ibn Mardanīš al-Ŷuḏāmī), ou Rei Lobo (em latim: Rex Lupus; em castelhano: Rey Lobo ou Rey Lope; Peníscola, 1124/25 - Múrcia, 28 de março de 1172) segundo as fontes cristãs, foi rei de Múrcia de 1147 até sua morte. Estabeleceu seu poder sobre as cidades de Múrcia, Valência e Dénia a medida que o Império Almorávida declinou e se opôs à expansão do Califado Almóada ainda sob seu primeiro califa, Abde Almumine (r. 1133–1163).
Membro de uma família muladi, sua família emigrou da Marca Superior em direção ao sul do Alandalus, onde ibne Mardanis nasceu. Em 1147/1148, assume o Reino de Múrcia e logo enfrenta oposição de seu parente Iúçufe ibne Hilal. Após suprimir a revolta de seu parente, dedica-se nas décadas subsequentes a combater o Califado Almóada nascido dos escombros do Império Almorávida. Na sua luta, fez várias alianças com os reinos cristãos do norte da Península Ibérica e com as Repúblicas de Gênova e Pisa. Apesar disso, sua filha Safia casar-se-ia com o califa Abu Iúçufe Iacube Almançor (r. 1184–1199) e geraria seu sucessor Almamune (r. 1229–1232).

## Vida

### Nome e origens
Ibne Mardanis era quiçá filho de Saíde, neto de Maomé, bisneto de Amade e tataraneto de Mardanis. Era muladi, descendente de um ibero nativo convertido ao islã, e seu sobrenome não é de origem árabe e berbere. O arabista espanhol Francisco Codera sugeriu que seu nome derivou de Mardônio, um de seus ancestrais bizantinos, enquanto o arabista alemão Reinhart Dozy disse que era corrupção do patronímico catalão Martinez (lit. "filho de Martim"). O estudioso islâmico do século XIII ibne Calicane derivou-o da palavra ibero-românica para estrume (via latim merda), talvez devido as relações amistosas de ibne Mardanis com os cristãos. É mais provável que trate da corrupção de Merdanix (atual Merdancho), o nome do tributário do rio Najerilha, que estava na fronteira entre a Hispânia Cristã e o Alandalus no início do século X. O hidrônimo, por sua vez, deriva do latim para estrume, o que indica água suja. Isso é consistente com a emigração da família de ibne Mardanis da Marca Superior em torno de Rioja, como as fontes árabes dizem.

### Ascensão

Alandalus em 1150

Alandalus em 1160

Ibne Mardanis nasceu em Peníscola em 1124/1125 e era filho de Saíde, o governador de Fraga e seu distrito que resistiu ao avanço do rei Afonso I (r. 1104–1134) em 1134. Era pai de ao menos 2 filhos, Hilal e Safia, que era mãe do califa Almamune (r. 1229–1232) com o também califa Abu Iúçufe Iacube Almançor (r. 1184–1199). Um de seus tios, Abedalá ibne Maomé, era tenente de Abedalá ibne Iade de Múrcia e morreu em 1146 com Zafadola de Saragoça, numa batalha contra os cristãos. Com a morte de Abedalá ibne Iade e após Abedalá Atagri de Cuenca contestar sua autoridade em Múrcia, obrigando-o a se retirar, ibne Mardanis foi recebido em Valência. Segundo uma tradição, administrou Almeria em nome do rei Afonso VII desde sua conquista em 1147.
No primeiro ano de seu governo (1147/48), enfrentou a rebelião de seu parente Iúçufe ibne Hilal, que estava centrado no Castelo de Montornés. Iúçufe conquistou os castelos de Açujaira e Açaira e derrotou ibne Mardanis diante das muralhas de Moratalha, que foi ocupado, mas foi preso ao atacar a fortaleza de Penhas de São Pedro com reduzido grupo. Ibne Mardanis ameaçou remover os seus olhos a menos que ordenasse a rendição de Moratalha. Ele se recusou e seu olho direito foi removido. Ibne Mardanis exigiu que sua esposa rendesse o castelo senão veria seu marido cegado. Ela se recusou e o outro olho foi removido. Ibne Mardanis então enviou o prisioneiro para Xátiva, onde morreu pouco depois em 1148 ou 1149.
Ainda em 1148, o conde Raimundo Berengário IV (r. 1131–1162), aproveitando-se do acordo que selou com ibne Mardanis, sitiou e capturou Tortosa. Em junho de 1149, após a República de Gênova estabelecer colônias em Almeria e Tortosa, assinou uma trégua de 10 anos com a república, aceitando pagar 15 000 dinares almorávidas (morabitinos) em tributo, isentar os genoveses de tarifas e permitiu o estabelecer de caravançarais em Valência e Dénia. Um pagamento de 5 000 morabitinos foi feito imediatamente: 3 000 em espécie e 2 000 em sedas. Os demais 10 000 foram pagos em dois anos. O tratado consta no Livro do Direito (Liber iurium) genovês. Segundo o historiador contemporâneo Caffaro, tratado similar foi assinado em 1161. Em janeiro de 1150, ibne Mardanis assinou um tratado com a República de Pisa, prometendo caravançarais e salvo-conduto geral aos mercadores pisanos, mas nenhum pagamento de tributo foi requerido.

### Guerra com o Califado Almóada

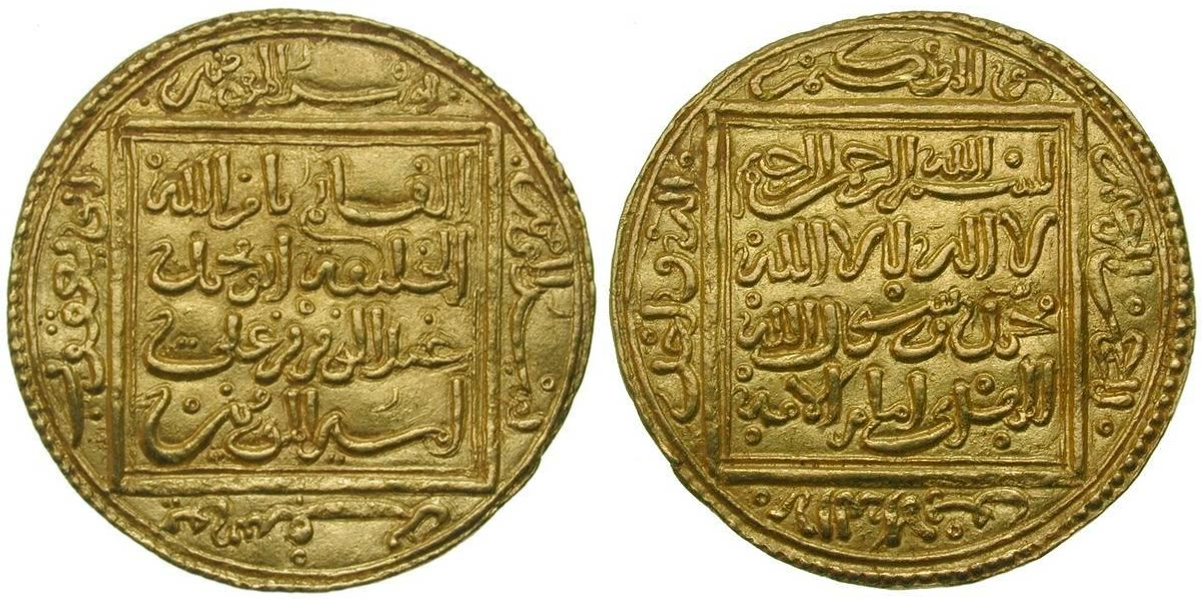
Dinar de r.

localização da Taifa de Albarracim

No início dos anos 1150, encabeçou revolta contra o Califado Almóada, que se expandia sob antigos domínios do Império Almorávida, e foi apoiado por Maomé dos Banu Gania de Maiorca. Com sua parceria, os cristãos investiram contra Xaém e Córdova em 1150, sitiaram Xaém em 1151 e Guadix em 1152. Em 1158, suas forças foram enviadas para saquear as cercanias de Xaém, mas foram repelidas pelo califa Abde Almumine (r. 1133–1163). Com seu sogro Hemochico, expandiu seu domínios até Xaém (1159), Baeza e Guadix e tomou Écija e Carmona (1158–1160). Ainda em 1159, atacou o futuro Abu Iacube Iúçufe I (r. 1163–1184), mas foi derrotado  e em 1159/1160 sitiou Córdova, onde matou o alcaide almóada local. Ao longo do cerco, recebeu carta forjada do cádi Aquil ibne Idris, que lhe fora entregue por um servo disfarçado de oleiro, pedindo que sitiasse Sevilha, onde Sidrai ibne Uazir lhe entregaria a cidade. Ibne Mardanis concordou com isso, mas ao chegar a viu bloqueada. Sua presença, no entanto, compeliu os sevilhanos pró-almóadas a massacrarem aqueles que poderiam apoiá-lo. Em 1161, os almóadas retalharam retomando Carmona. De janeiro a julho de 1162/1163, os judeus de Granada se insurgiram contra os almóadas e foram apoiados por Hemochico e ibne Mardanis, mas foram derrotados por Iúçufe e massacrados.
Sogro e genro continuaram castigando a região de Córdoba a partir de Andújar. Em 1165, um enorme exército almóada atravessou o estreito de Gibraltar para reforçar as tropas peninsulares e lançou ataque de Sevilha, a partir do Castelo de Vélez, rumo a Múrcia. O emir, por sua vez, liderou grande exército murciano para salvar Lorca (o Castelo de Luque). Em 8 de setembro, Andújar caiu; então caíram Galera, Caravaca, Baza, a região da serra de Segura, Cúllar e Vélez-Rubio. Poucos dias depois, ibne Mardanis sofreu derrota esmagadora ao ser flanqueado num lugar chamado Alfundune onde o vale do Guadalentim se une ao vale de Múrcia. Os muros inexpugnáveis de Múrcia protegeram o emir, os remanescentes de seu exército e a população civil, mas o rico jardim e as suntuosas mansões recreativas dos nobres murcianos foram deixados à mercê dos invasores, que destruíram e saquearam o quanto quiseram.  A residência de ibne Mardanis foi devastada. Esse foi seu primeiro grande revés em todo seu reinado. Apesar disso, não parou de assediar Córdoba e, em 1168, para devastar a região de Ronda.

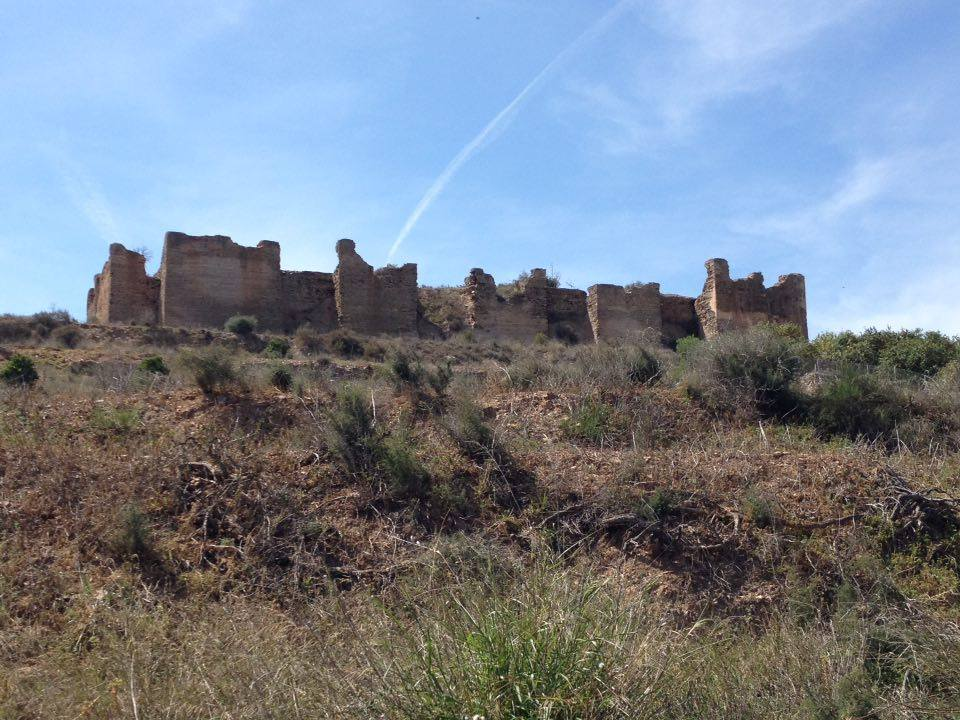
Ruínas do Castelo de Monteagudo

Em junho de 1169, Hemochico adotou as doutrinas almóadas e começou a colaborar com eles na conquista da zona levantina ou em Xarque Alandalus, traindo seu genro. Isso motivou novas campanhas de Múrcia e seus aliados anexaram seus territórios, que tiveram importância econômica e estratégica especial. Em 1170, cedeu a Taifa de Albarracim a Pedro Ruiz de Azagra, senhor de Estella e vassalo do rei Sancho VI (r. 1150–1194). Em março de 1171, o exército almóada retornou e capturou Quesada antes de se dirigir a Múrcia. Esta nova tentativa não logrou a captura da capital, mas boa parte das demais populações, uma a uma, estava debandando para os conquistadores, afirmando que adotaram sua doutrina e expulsando militares e civis cristãos. No meio do ano, Lorca, Elche e Baza se rebelaram. Almeria também o fez e foi entregue aos almóadas pelo primo ou cunhado de ibne Mardanis. Alzira seguiu as demais em junho. Entre o fim de 1171 e o início de 1172, o emir perdeu seus últimos aliados: Xátiva, Valência e Segorbe se rebelaram. Desesperado, se preparou para concordar com os almóadas quando morreu em 28 de março de 1172. Seu filho Hilal (por conselho paterno) se apressou em se declarar vassalo e apoiador do credo almóada, permanecendo como governador da cidade.

## Avaliação e legado

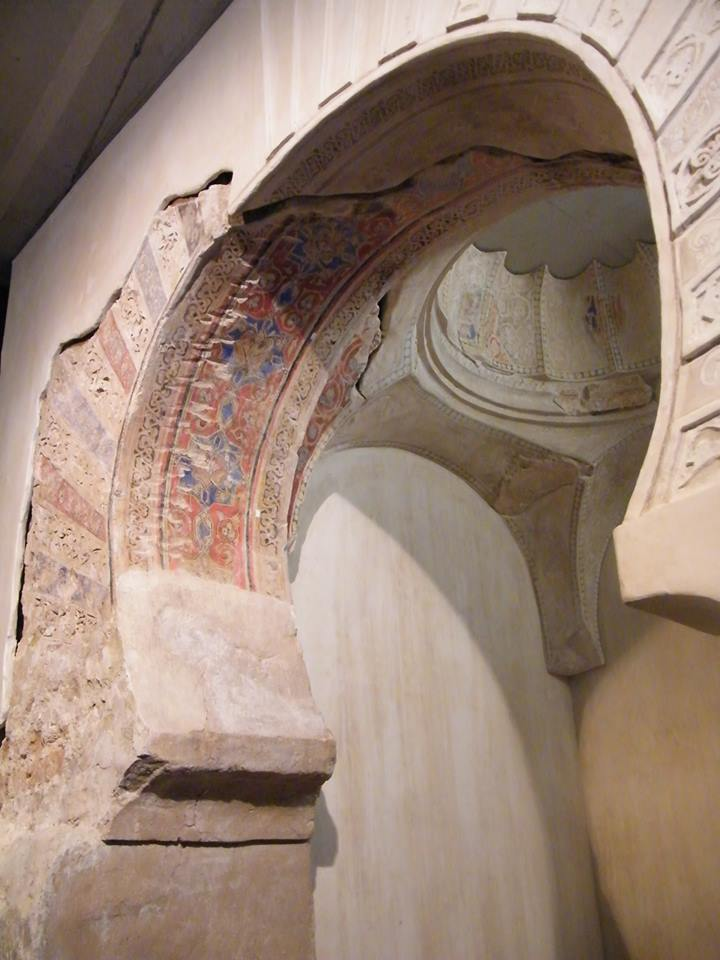
Detalhe do mirabe do oratório de

Segundo a tradição, ibne Mardanis era energético, cruel e irreligioso, oprimindo seus súditos e obrigando-os a pagar altos tributos com os quais fez presentes para assegurar a lealdade dos mercenários contratados dos Reinos de Castela e Aragão e do Condado de Barcelona, a quem ainda pagava tributo. Apesar disso, a cidade de Múrcia alcançou esplendor imenso, tanto que sua moeda se tornou referência na Europa: os morabetinos lupinos. O artesanato também alcançou grande desenvolvimento e prestígio, tanto que a cerâmica murciana começou a ser exportada às repúblicas italianas.
A isso se acrescentam várias construções palatais ou militares que se erguiam como símbolo de seu poder estatal, como o Castelo de Monteagudo e o Palácio de Aldar Alçugra (no qual foi construído a partir de 1228 o Alcácer-Seguir). Os restos do oratório de Alcácer-Nácer também é de sua época, bem como as melhorias nos muros de Múrcia que protegeram a cidade durante a Idade Média e parte da Idade Moderna.